# Intelligenti pauca
La locuzione latina intelligenti pauca (o, meno comunemente ma più correttamente, intellegenti pauca), alla lettera "a chi capisce (basta) poco", è l'equivalente del detto italiano "a buon intenditor poche parole". La frase contiene l'ellissi del verbo, che può essere integrato in sufficiunt: "poche cose (poche parole) bastano a chi capisce".
È un motto sicuramente di origiimmemorabile a livello popolare, che trova l'equivalente classico in:
(Plauto Persa, IV, 7, 729)
e in epoca medievale nella Imitazione di Cristo
(Tommaso de Kempis, De imitatione Christi 3.34.5, traduzione di Antonio Cesari, 1815)
Significa cioè che alle persone d'intelletto acuto bastano pochi indizi o elementi per afferrare un concetto. La locuzione è usata per indurre il destinatario a dedurre le conclusioni di un ragionamento, volutamente omesse dall'emittente, ma di per sé sufficientemente chiare.